# 加耶
加耶（Gaya），是印度比哈尔邦Gaya县的一个城镇。总人口383197（2001年）。

## 人口
该地2001年总人口383197人，其中男性203252人，女性179945人；0—6岁人口54390人，其中男28121人，女26269人；识字率67.56%，其中男性为74.13%，女性为60.15%。